# Emil Grunzweig
Emil Grunzweig (hébreu : אמיל גרינצווייג) (né le 1er décembre 1947 à Cluj en Roumanie et mort le 10 février 1983 à Jérusalem) est un professeur et pacifiste israélien membre du mouvement La paix maintenant. Il est devenu une icône de la gauche israélienne après avoir été tué par une grenade lors d'une manifestation pacifiste à Jérusalem en 1983.

## Biographie
Emil Grunzweig est originaire de Transylvanie. Sa mère Olga était une survivante du camp d'extermination d'Auschwitz. La famille a émigré en France puis au Brésil avant de rejoindre Israël. Samuel, le père de Grunzweig est mort en France en 1963. En Israël, Olga et ses deux fils, Emil et Eliezer, se sont installés à Haifa. Emil a étudié à la Reali School de Haïfa, une des plus anciennes écoles privées d'Israël. Après avoir obtenu son diplôme, il a intégré une unité de Nahal basée au kibboutz Revivim dans le Negev. Il a participé aux combats de la guerre des Six Jours comme parachutiste de  Tsahal. Il a servi comme officier de réserve dans la guerre d'usure, la guerre du Kippour et la guerre du Liban en 1982.
Emil Grunzweig s'est ensuite installé au kibboutz Revivim. Il a étudié les mathématiques et la philosophie à l'université hébraïque de Jérusalem. Il a enseigné les mathématiques et a participé à des activités sociales au kibboutz Magen.
Emil Grunzweig a été tué lorsque Yona Avrushmi a lancé une grenade dans le cortèges des manifestants,,.
Avrushmi a été condamné à la prison à vie. La peine a été ensuite ramenée à 27 ans de prison. En 2005 Yona Avrushmi a été débouté de sa demande de remise en liberté. Il a été libéré le 26 janvier 2011.
Plusieurs centaines d'Israéliens ont assisté à l'enterrement d'Emil Grünzweig.